# Du som har kommit till vår jord
Du som har kommit till vår jord är en ungdomspsalm med text skriven 1894 av Louis F. Benson och översattes till svenska 1934 av J.A. Eklund. Texten ändrades 1934 av Elof Åkesson och bearbetades 1937.

## Publicerad i
- Den svenska psalmboken 1937, som nummer 526 under rubriken "G. Unga och gamla - 2. Ungdom".[1]